# Мета Бревут

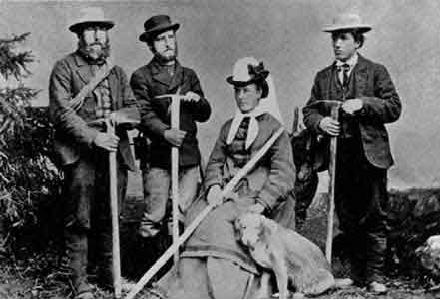
Мета Бревут з гідами Крістіаном Альмером та його сином Ульріхом Альмером зліва від неї та її племінником У. А. Б. Куліджем праворуч від неї, 1874 рік

Маргеріт «Мета» Клавдія Бревут (англ. Marguerite «Meta» Claudia Brevoort, 8 листопада 1825, Нью-Йорк — 19 грудня 1876, Доркінг) — американська альпіністка.
Бревут дійснила ряд важливих сходжень в Альпах в 1860-х і 1870-х роках, але її найбільш амбіційні плани зазнали поразки: стати першою жінкою, що піднялася на Маттергорн, і першою особою, чоловіком чи жінкою, яка піднялася на Меж в Дофіне. Після невдалої спроби піднятися на Маттергорн з італійської сторони, у 1871 році міс Бревут була готова повторити спробу. Про ці плани почув Мельхіор Андрегг, відданий гід міс Уокер. Почувши від нього, що Бревут планує сходження на Маттергорн, Уокер швидко організувала експедицію і разом з Мельхіором Андреггом піднялась на вершину за кілька днів до того, як Бревут прибула до Церматта.
На відміну від Уокер, яка завжди носила сукні, Бревут була першою жінкою-альпіністкою, яка одягла штани.
Бревут була тіткою В. А. Б. Куліджа, якого вона привезла до Європи в 1865 році, коли тому було 15 років, і познайомила його з альпінізмом. Врешті-решт Кулідж став видатним альпіністом, що здійснив понад 1 700 сходжень в Альпах, та найбільш видатним істориком альпінізму вікторіанської доби. Вдвох вони провели понад десять сезонів в Альпах, часто в компанії Чшингела (1865—1879), маленького пса, якого подарував Куліджу їхній гід Крістіан Альмер. Пізніше Мета з гордістю згадуватиме собачку як єдину «Почесну членкиню Альпійського клубу». Вона і Кулідж кілька разів робили спробу піднятись на Меж в Дофіне, але щоразу їх зупиняла погана погода. 1876 рік був останньою можливістю для Мети здійснити перше проходження, але вона залишилася на Бернському високогір'ї щоб мати змогу фінансово допомогти племіннику.
Через кілька місяців, 19 грудня 1876 року, вона померла в своєму будинку в місті Доркінг, Англія, де жила зі своєю племінницею. Її тіло було доставлено в Оксфорд, де її поховали в могилі на кладовищі Сен-Сепалкр, поруч з могилою її сестри, місіс Кулідж.